# Friedrich Lienhard

Friedrich Lienhard

Friedrich Lienhard (* 4. Oktober 1865 in Rothbach, Elsass, Frankreich; † 30. April 1929 in Eisenach) war ein deutscher Schriftsteller und Protagonist der völkischen Heimatkunstbewegung. 

## Leben

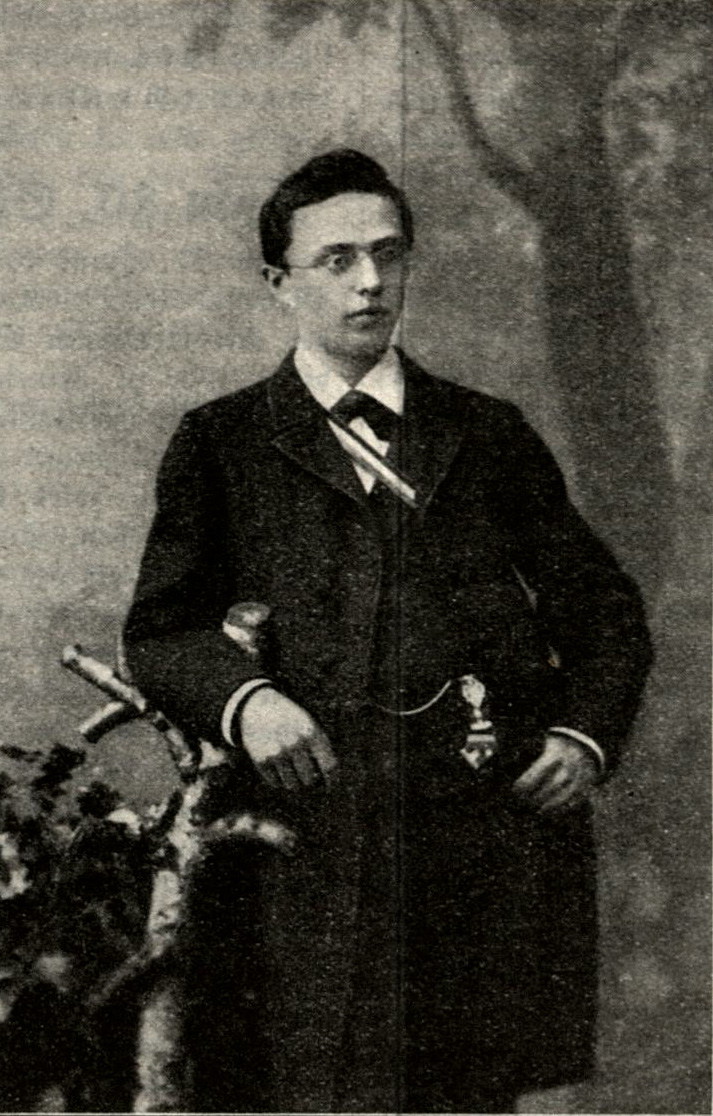
Lienhard Friedrich in Couleur der Argentina Straßburg

Lienhard wurde als ältester Sohn des Dorfschullehrers Friedrich Lienhard im Elsass geboren. Seine Mutter Elisabeth geb. Gutbub starb bereits 1877. Neben seinem ein Jahr jüngeren Bruder Albert, der später Pfarrer wurde, hatte Lienhard noch fünf Halbgeschwister aus der zweiten Ehe des Vaters. Von 1874 bis 1886 besuchte er die Gymnasien in Bouxwiller und Schillersdorf. Ab 1884 studierte er evangelische Theologie in Straßburg. Dieses Studium brach er nach vier Semestern ab, um in Berlin Literatur und Geschichte zu studieren. Lienhard trat 1885 der Wingolfsverbindung Argentina zu Straßburg und 1887 dem Berliner Wingolf bei. Nach drei Semestern brach er auch das zweite Studium ab.
Er wandte sich nun der Schriftstellerei zu. Als freier Schriftsteller zunächst erfolglos, verdiente er sich den Lebensunterhalt als Hauslehrer in Lichterfelde bei Berlin. Von April 1893 bis Oktober 1894 war er Chefredakteur der antisemitischen Monatsschrift Das zwanzigste Jahrhundert. Blätter für deutsche Art und Wohlfahrt.
1900 wurde er gemeinsam mit Adolf Bartels für einige Monate Herausgeber der Zeitschrift Deutsche Heimat, eines Mediums für „Literatur und Volkstum“. Es war ideologische Plattform für die Protagonisten der völkisch-nationalistischen Heimatkunstbewegung. Bartels und Lienhard bildeten das Zentrum dieser Bewegung, ihre gemeinsamen ideologischen Referenzen waren die Schriften von Paul de Lagarde und August Julius Langbehn. Lienhard verwarf die gängigen biologistischen und ethnischen Rassekategorien und entwickelte eine eigene Rassentheorie. Er erhoffte sich eine „Reichsbeseelung“ durch eine enge Verbindung von Christentum und Deutschtum. Die auch ihm dringlich erscheinende „Lösung der Judenfrage“ und Verhinderung „linker Pöbelherrschaft“ erblickte er in der Übernahme der „Führung“ durch eine „Edelrasse großer Seelen“ mit den „Eigenschaften der Güte, Wärme, Liebe“. Das schloss Antisemitismus keineswegs aus. Dafür steht z. B. das völkisch orientierte „Weihespiel“ Ahasver am Rhein. Trauerspiel aus der Gegenwart (1914). Als Elsässer gehörte er zu jenen deutschsprachigen Autoren, „die sich besonders darin hervortaten, die jeweilige Gegend in ihren Werken als ‚deutsch‘ zu reklamieren“ (Kay Dohnke). Im Ergebnis kommt der Literaturwissenschaftler Andreas Schumann zu der Feststellung, die historischen Wertbezüge bei Lienhard vereinigten „Germanisches, Antikes und Christliches zu einem deutschnationalen Modell“, das „rassistisch aufgeladen“ gewesen sei und in Europa eine „deutsche Kulturhegemonie“ beansprucht habe. Lienhards Germanistik sei der „Kriegsgermanistik“ zuzuordnen. Unmittelbar kriegspropagandistisch betätigte Lienhard sich durch verschiedene Publikationen, so durch

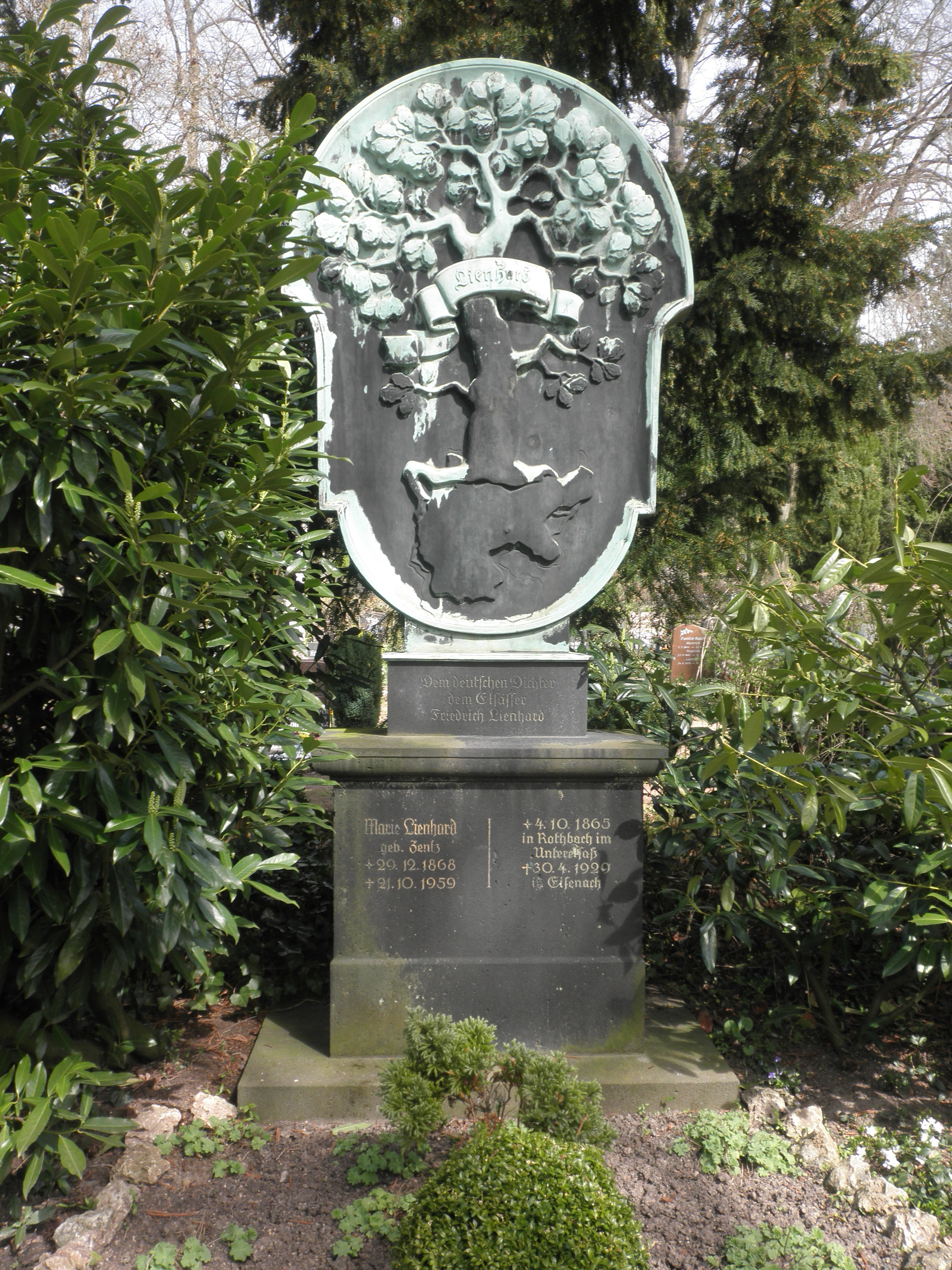
Grabmal für Friedrich Lienhard von Hermann Hosaeus (1936)

- die Herausgabe der Schrift Schicksale einer Verschleppten in Frankreich. Von ihr selbst erzählt und vor dem Kaiserl. Regierungskommissar in Elsaß-Lothringen eidlich erhärtet (1915) gemeinsam mit dem frankophoben Straßburger Gymnasiallehrer Paul Kannengießer, Autor einer Schrift Leidensfahrten verschleppter Elsaß-Lothringer (1916)[7]
- oder durch die Massenbroschüre Weltkrieg und Elsaß-Lothringen (1916: 111. bis 125. Tausend), herausgegeben in der Reihe Schützengraben-Bücher für das deutsche Volk.

Lienhard unternahm ausgedehnte Reisen durch Europa, unter anderem in die Schweiz, nach Italien, Spanien, Schottland und Skandinavien.
1908 zog er sich in den Thüringer Wald zurück. Mit 50 heiratete er in Straßburg seine Jugendfreundin, die ehemalige Diakonisse Marie Elisabeth Zentz. Zu seinem 50. Geburtstag gab der Schriftsteller Wilhelm Edward Gierke die Festschrift Friedrich Lienhard und wir heraus. Sie enthält Beiträge von 64 Schriftstellern, Universitätsprofessoren und Redakteuren – darunter von Artur Brausewetter, Friedrich Düsel, Paul Ernst, Alexander von Gleichen-Rußwurm, Harry Maync, Franz Schultz und Georg Witkowski.
Um seine Theorien besser verbreiten zu können, zog er 1916 nach Weimar, dem Sitz der Goethe-Gesellschaft. Dort wurde er bald in den Vorstand berufen, konnte aber seinen Plan, die Gesellschaft in eine Akademie umzuwandeln, nicht verwirklichen. 1918 wurde er in die „Akademie Gemeinnütziger Wissenschaften zu Erfurt“ aufgenommen. 
Von 1920 bis 1928 war er Herausgeber der vormals protestantisch-konservativen, inzwischen völkischen Kulturzeitschrift Der Türmer. Lienhard starb 1929 63-jährig in Eisenach. und wurde auf dem dortigen Neuen Friedhof/Hauptfriedhof in einem Ehrengrab der Stadt beigesetzt. Zu diesem Zeitpunkt war er nahezu vergessen. Angesichts seiner Affinität zum Nationalsozialismus kam er jedoch „wie viele Konservative … nach 1933 erneut zu Ehren.“

## Resonanz im Nationalsozialismus
Lienhard gehört in das Vorfeld des Nationalsozialismus, da er völkisch-nationalistische Auffassungen vertrat, jedoch mit eigener Prägung. Er wollte u. a. das Christentum mit dem Deutschtum verbinden. Da er 1929 verstarb, war er folglich kein Nationalsozialist im Sinne des Dritten Reichs. Der „Führer“ war noch nicht erschienen, der Sieg dieser Bewegung, später „Machtübernahme“ genannt, war noch nicht errungen. Wenn er 1933 in Lübeck anlässlich des 450. Geburtstags von Martin Luther mit einem Stück seiner Wartburg-Trilogie ins öffentliche Bewusstsein gerückt wurde, dann weil es ihm gelungen war, einen herausragenden Deutschen einfühlsam zu ehren. Das Theater führte am 1. November 1933 den dritten Teil Luther auf der Wartburg (1906) auf. Man nannte diese Veranstaltung ein „Festspiel“. Der Festansprachen-Redner war der Hauptpastor am Dom, Vertreter der Deutschen Christen, Dr. Helmuth Johnsen (1891–1947), der am 1. Mai 1934 bereits zum Landesbischof von Braunschweig ernannt wurde. Entgegen den Erwartungen erweist sich dieses Stück jedoch eher als religiöses Kammerspiel, denn es zeigt den in (tatsächlicher) Schutzhaft isolierten und ringenden Bibelübersetzer Luther, der versuchen muss, dafür Sorge zu tragen, dass ihm die – für ihn fernen – Ereignisse in Wittenberg nicht entgleiten (Bilderstürmer, Schwärmer). Große Aktionen konnte es in dieser Situation für ihn nicht geben. Dementsprechend war die Lübecker Berichterstattung bemüht, dieses Werk umzudeuten: Man sprach von deutschen Revolutionen und dem Lebenswillen großer Persönlichkeiten – ein gutes Beispiel, wie sich die Nationalsozialisten Personen, Werke, Gedanken anderer zunutze machten, aus ihren Zusammenhängen rissen und für eine bestimmte Situation zurechtbogen.

## Heutige Rezeption
Eine Rezeption der Werke Lienhards ist heute kaum mehr feststellbar. Eine Ausnahme bilden seine Aufnahme durch den partikularistischen elsässischen „Heimatbund“ („mìr [dian] àlli Àktiona vun in dia Rìchtung vum elsassischa Partikularismus gehn, unterstetza“), dem der „Neues Elsaß-Lothringen-Verlag“ nahesteht.

## Ernennungen und Auszeichnungen
- Dr. phil. h. c. (Straßburg 1915)
- Dr. theol. h. c. (Münster)
- Professur (durch Thüringer Landesregierung)
- Ehrenbürger von Weimar (1925)
- Ehrenbürger der Universität Jena (1925)
- Ehrensenator des Deutschen Schriftstellerverbandes
- Ehrenmitglied der Deutschen Shakespeare-Gesellschaft

Quelle:

## Schriften (Auswahl)
| - Lieder eines Elsässers, 1888, 1895 - Naphtali. Drama, 1888 - Wasgaufahrten. Ein Zeitbuch, 1895 - Till Eulenspiegel, 1896 - Eulenspiegels Ausfahrt. Schelmenspiel, 1896 - Gottfried von Straßburg. Schauspiel, 1897, online - Odilia. Legende, 1898 - Nordlandslieder von Fritz Lienhard, 1899 - Die Vorherrschaft Berlins, 1900, online - Die Schildbürger. Ein Scherzlied vom Mai, 1900 - Burenlieder, 1900 - Münchhausen. Ein Lustspiel, 1900 - Der Fremde. Schelmenspiel, 1900 - König Arthur. Trauerspiel, 1900 - Helden. Bilder und Gestalten, 1900 (stark erweiterte Neuauflage 1908) - Litteratur-Jugend von heute. Eine Fastenpredigt, 1901 - Neue Ideale. Gesammelte Aufsätze, 1901 - Deutsch-evangelische Volksschauspiele. Anregungen, 1901 - Gedichte. 1. Gesamtausgabe, 1902 - Wartburg-Trilogie, 1903–1906 (Schauspiel) - Heinrich von Ofterdingen, 1903 - Die heilige Elisabeth, 1904 - Luther auf der Wartburg, 1906 - Oberflächen-Kultur, 1904 - Wieland der Schmied. Dramatische Dichtung, 1905 - Wege nach Weimar. Beiträge zur Erneuerung des Idealismus, 1905, online Bd.1, Bd.2, Bd.3, Bd.4, Bd.5, Bd.6 | - Der Pandurenstein und anderes, 1906 - Wesen und Würde der Dichtkunst, 1907 - Das klassische Weimar, 1909 - Oberlin. Roman aus der Revolutionszeit im Elsaß, 1910 - Aus dem Elsass des XVIII. Jahrhunderts, 1910 - Odysseus. Dramatische Dichtung, 1911 - Lichtland. Neue Gedichte, 1912 - Der Spielmann. Roman aus der Gegenwart, 1913, online - Parsifal und Zarathustra. Vortrag, 1914, online - Ahasver am Rhein. Trauerspiel, 1914 - Heldentum und Liebe, 1915 - Friedrich der Große, 1917 - Deutsche Dichtung in ihren geschichtlichen Grundzügen, 1917 - Phidias. Schauspiel, 1918 - Jugendjahre. Erinnerungen von Friedrich Lienhard, 1918 - Westmark. Roman aus dem gegenwärtigen Elsaß, 1919 - Auf Goethes Pfaden in Weimar, 1919, 1940 - Von Weibes Wonne und Wert-Worte und Gedanken, um 1920 - Helden-Bilder und Gestalten, 1900 - Wasgenwald, 1921 - Aus Taulers Tagen. Erzählung, 1923 - Thüringer Tagebuch, 1903 - Ein deutsches Krippenspiel, 1925 - Das Gastgeschenk, 1925 - Der Sängerkrieg auf der Wartburg. Ein Festspiel, 1925 - Schwertweihespiel, 1927 - Das Landhaus bei Eisenach. Ein Burschenschaftsroman aus dem 19. Jahrhundert, 1928 |